# Казачье (Драбовский район)
Казачье (укр. Козаче) — село в Драбовском районе Черкасской области Украины.
Население по переписи 2001 года составляло 159 человек, все назвали украинский язык родным. Почтовый индекс — 19800. Телефонный код — 4738.

## Местный совет
19841, Черкасская обл., Драбовский р-н, с. Митлашевка, ул. Октябрьская, 181